# Elizabeth Yates
Elizabeth Yates (de soltera Omán, c.) (Caithness,1845- 6 de septiembre de 1918) fue alcaldesa del distrito de Onehunga en Nueva Zelanda, ahora parte de la ciudad de Auckland,  durante la mayor parte de 1894. Fue la primera mujer alcaldesa del Imperio Británico. Fuera del Imperio Británico, fue precedida por Susanna M. Salter, quien fue elegida alcaldesa de Argonia, Kansas en 1887.

## Biografía
Yates nació como Elizabeth Oman en Escocia, llegó a Nueva Zelanda con su familia en noviembre de 1852 a bordo del Castillo de Berwick  y aparentemente vivió en el área de Onehunga desde 1855 en adelante. Estuvo en el consejo municipal de Onehunga, concejala desde 1885 y alcaldesa desde 1888 hasta 1892.

### Trayectoria profesional
Yates involucrada en política a través de su fuerte apoyo al movimiento por el sufragio femenino, así como su participación en los debates del Parlamento de la Unión de Auckland. A principios de 1893, después de que su esposo se retirara de su cargo debido a problemas de salud en 1892, aceptó la nominación para el cargo de alcaldesa y en noviembre derrotó a su oponente, FW Court, en las urnas. Además se convirtió también automáticamente en juez de primera instancia, jueza de Paz, en una reñida contienda decidida por sólo 13 votos.El 16 de enero de 1894 Yates se convirtió en alcaldesa de Onehunga.  La elección fue noticia internacional y le valió las felicitaciones del primer ministro Richard Seddon y la reina Victoria. Se encontró con una fuerte oposición de un núcleo duro de concejales locales, secretarios municipales y miembros del público, cuatro concejales y el secretario municipal renunciaron en respuesta a su elección,  y con frecuencia interrumpieron las reuniones y organizaron la oposición contra ella cada día. Algunos críticos señalan que ella no ayudó a su propia causa careciendo de tacto y siendo dictatorial. En noviembre de 1894, se volvió a disputar la alcaldía. Yates se presentó nuevamente, pero fue derrotada en las urnas por un margen significativo. Más tarde, entre 1899 y 1901 Yates regresó como concejal del Ayuntamiento durante esos dos años. Incluso sus oponentes reconocieron que había sido muy eficaz durante su breve mandato, habiendo liquidado la deuda municipal, establecido un fondo de amortización, reorganizado el cuerpo de bomberos, mejorado las carreteras, los senderos y el saneamiento, y habiendo presionado personalmente al gobierno para que autorizara la reapertura del Cementerio de Waikaraka. Tras la muerte de su marido en 1902 y el declive de su carrera política, Yates sufrió demencia y alcoholismo. Fue internada en el Hospital Mental de Auckland en Avondale en 1909 hasta su muerte el 6 de septiembre de 1918. Fue enterrada con su esposo en el cementerio de la Iglesia Anglicana de San Pedro en Onehunga.
Yates y su esposo son los personajes principales de The World's First Lady Mayor, la segunda película neozelandesa más antigua restaurada por Ngā Taonga Sound and Vision, que fue filmada por el fotógrafo Enos Pegler en 1900.